# Souvigné (Deux-Sèvres)
Souvigné és un municipi francès situat al departament de Deux-Sèvres i a la regió de la Nova Aquitània. L'any 2007 tenia 865 habitants.

## Demografia

### Població
El 2007 la població de fet de Souvigné era de 865 persones. Hi havia 316 famílies de les quals 60 eren unipersonals (32 homes vivint sols i 28 dones vivint soles), 100 parelles sense fills, 132 parelles amb fills i 24 famílies monoparentals amb fills.
La població ha evolucionat segons el següent gràfic:
Habitants censats

### Habitatges
El 2007 hi havia 380 habitatges, 329 eren l'habitatge principal de la família, 31 eren segones residències i 20 estaven desocupats. Tots els 375 habitatges eren cases. Dels 329 habitatges principals, 285 estaven ocupats pels seus propietaris, 35 estaven llogats i ocupats pels llogaters i 9 estaven cedits a títol gratuït; 1 tenia una cambra, 5 en tenien dues, 30 en tenien tres, 74 en tenien quatre i 220 en tenien cinc o més. 252 habitatges disposaven pel capbaix d'una plaça de pàrquing. A 117 habitatges hi havia un automòbil i a 194 n'hi havia dos o més.

### Piràmide de població
La piràmide de població per edats i sexe el 2009 era:
| Homes | Edats   | Dones |
| ----- | ------- | ----- |
| 0     | 95 o +  | 0     |
| 0     | 90 a 94 | 4     |
| 0     | 85 a 89 | 12    |
| 8     | 80 a 84 | 0     |
| 24    | 75 a 79 | 16    |
| 24    | 70 a 74 | 28    |
| 12    | 65 a 69 | 12    |
| 16    | 60 a 64 | 24    |
| 28    | 55 a 59 | 28    |
| 24    | 50 a 54 | 12    |
| 28    | 45 a 49 | 24    |
| 32    | 40 a 44 | 36    |
| 32    | 35 a 39 | 28    |
| 44    | 30 a 34 | 36    |
| 20    | 25 a 29 | 12    |
| 4     | 20 a 24 | 16    |
| 24    | 15 a 19 | 20    |
| 44    | 10 a 14 | 28    |
| 40    | 5 a 9   | 20    |
| 48    | 0 a 4   | 8     |

## Economia
El 2007 la població en edat de treballar era de 560 persones, 420 eren actives i 140 eren inactives. De les 420 persones actives 399 estaven ocupades (225 homes i 174 dones) i 22 estaven aturades (11 homes i 11 dones). De les 140 persones inactives 55 estaven jubilades, 43 estaven estudiant i 42 estaven classificades com a «altres inactius».

### Ingressos
El 2009 a Souvigné hi havia 328 unitats fiscals que integraven 896 persones, la mediana anual d'ingressos fiscals per persona era de 17.139 €.

### Activitats econòmiques
Dels 27 establiments que hi havia el 2007, 1 era d'una empresa alimentària, 8 d'empreses de construcció, 5 d'empreses de comerç i reparació d'automòbils, 1 d'una empresa de transport, 2 d'empreses d'hostatgeria i restauració, 3 d'empreses immobiliàries, 2 d'empreses de serveis, 1 d'una entitat de l'administració pública i 4 d'empreses classificades com a «altres activitats de serveis».
Dels 9 establiments de servei als particulars que hi havia el 2009, 2 eren paletes, 2 guixaires pintors, 2 fusteries, 1 electricista, 1 restaurant i 1 agència immobiliària.
Dels 2 establiments comercials que hi havia el 2009, 1 era una botiga d'equipament de la llar i 1 un drogueria.
L'any 2000 a Souvigné hi havia 47 explotacions agrícoles que ocupaven un total de 1.596 hectàrees.

## Equipaments sanitaris i escolars
El 2009 hi havia una escola elemental.

## Poblacions més properes
El següent diagrama mostra les poblacions més properes.